# ألفرد هنري
ألفرد هنري (بالإنجليزية: Alfred Henry)‏ هو سياسي أسترالي، ولد في 28 أبريل 1890، وتوفي في 27 سبتمبر 1938. انتخب عضو الجمعية التشريعية نيو ساوث ويلز.